# Saint-Vincent-d'Olargues
Saint-Vincent-d'Olargues là một xã thuộc tỉnh Hérault trong vùng Occitanie phía nam nước Pháp.